# Aéroport de Frosinone
L'aéroport militaire de Frosinone est un aéroport militaire situé à 4 km à l'ouest de Frosinone.
La base dont l'origine remonte à 1939, est dotée d'une piste en gazon de 1 431 m et est gérée par l'Aeronautica Militare. Elle n'est pas ouverte au trafic commercial et civil.